# Rolf Liebermann
Rolf Liebermann (Zuric (Suïssa), 14 de setembre, 1910 - París (França), 2 de gener, 1999), va ser un compositor suís. Entre altres coses, va treballar com a director de l'Òpera Estatal d'Hamburg.

## Biografia
Com a besnet de Josef Liebermann, Rolf Liebermann prové de la família Berlin Liebermann, que també incloïa Georg Liebermann, el pintor i oncle besavi Max Liebermann, Felix Liebermann, Hans Liebermann, Emil Rathenau i Walther Rathenau. El seu pare, Franz Joseph Moritz Liebermann-Roßwiese (1872–1931), advocat i germà gran del pianista Erich Liebermann-Roßwiese, va conèixer la ciutadana suïssa Lucie Lang durant una estada en un sanatori a Suïssa, es va casar amb ella i es va convertir en suís. El seu fill, Rolf Liebermann, va assistir a l'Escola Cantonal de Trogen, va rebre classes de música al conservatori privat de José Berr a Mühlebachstrasse a Zuric fins al 1926, i va estudiar dret a la Universitat de Zuric de 1929 a 1932, a contracor. Després dels estudis, va estrenar les seves primeres composicions de chanson i va participar en diversos cabarets.
El 1936, Liebermann va fer un curs de direcció amb Hermann Scherchen a Budapest i el 1937 es va convertir en el seu assistent a l'Orquestra Musica Viva de Viena. Va fer el servei militar entre 1938 i 1940. El 1940 va començar a estudiar composició i va prendre lliçons de Vladimir Vogel.
De 1945 a 1950 va ser enginyer de so a Radio Zurich. De 1950 a 1957 va dirigir el departament d'orquestra de la "Swiss Broadcasting Company" SRG a l'emissora estatal de Beromünster. L'any 1954 va rebre l'encàrrec de compondre una obra orquestral del "Donaueschinger Musiktage" i, per a sorpresa de tothom, va escriure el seu Concert per a Jazzband i Orquestra Simfònica, presentant així una cosa que més tard es va referir com a "third stream"{nota, 1} o crossover.
Rolf Liebermann va crear una gran quantitat de composicions de diferents franges: des de cançons polítiques (Liebermann era políticament d'esquerres) fins a òperes, des de sonates per a piano fins a música per a màquines, des de concerts fins a projectes multimèdia. El 1955 i el 1957 va ser membre del jurat als "World Music Days" de la Societat Internacional per la Música Contemporània (ISCM). Després de la renúncia de Harry Hermann Spitz, va ser cap del departament de música principal del "Norddeutscher Rundfunk" (NDR) d'Hamburg de 1957 a 1959.

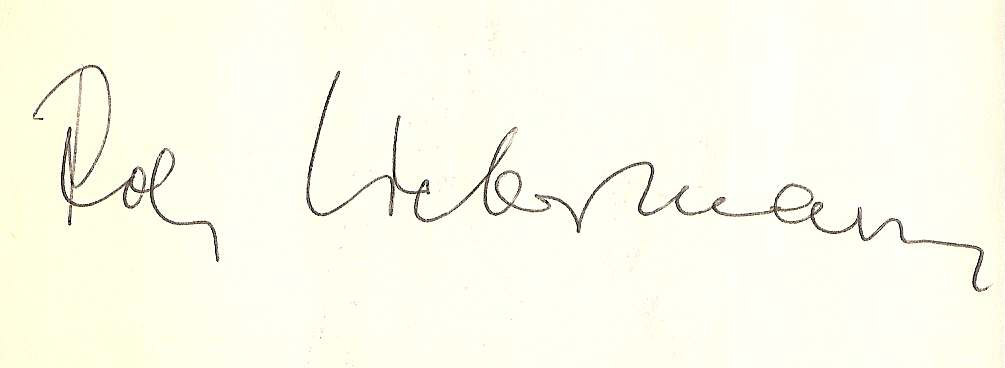
Autògraf R. Liebermann 1968

A partir de 1959, Liebermann va ser director de l'Òpera Estatal d'Hamburg durant catorze anys i de nou de 1985 a 1988. Durant la seva primera direcció a Hamburg, va estrenar 24 obres per encàrrec, entre elles Staatstheater de Mauricio Kagel, The Devils of Loudun de Krzysztof Penderecki, The Prince of Homburg de Hans Werner Henze i Hilfe, Hilfe, die Globolinks de Gian Carlo Menotti. De 1973 a 1980, Liebermann va dirigir l'Òpera de París.
El 1963, Liebermann va ser nomenat professor honorari a la Universitat de Música i Teatre d'Hamburg i el 1982 es va convertir en professor visitant al Mozarteum de Salzburg. El 1992 va ser membre del jurat del Concurs de piano Santander Paloma O'Shea.
A la dècada de 1930, Liebermann va mantenir una relació amb la cantant Lale Andersen, per a qui va musicar el poema Der Sauerampfer de Joachim Ringelnatz al voltant de 1933. Liebermann va ser el model del personatge de Robert Mendelson a la novel·la autobiogràfica d'Andersen i a la pel·lícula Lili Marleen de Rainer Werner Fassbinder (1981).
Rolf Liebermann va estar casat amb Gioconda Liebermann, de soltera Schmid, des de 1950 fins al seu divorci el 1978. El matrimoni va donar lloc al seu fill Franz-Alwin Liebermann. Des de 1985 fins a la seva mort, Rolf Liebermann es va toranar a casar amb la periodista de televisió francesa Hélène Vida (1938–2015). Tots dos van freqüentar la companyia de divendres d'Helmut Schmidt. Rolf Liebermann era rotarià.{nota, 2}.
El 2010, el documental Rolf Liebermann - Músic de Mürra Zabel, que es va convertir en la seva secretària el 1966, es va estrenar en el seu 100è aniversari.

## Obra
Composicions

| - 1943 Polyphone Studien per a orquestra de cambra - 1944 Une des fins du monde, Cantata per a baríton i orquestra Jean Giraudoux - 1945 - Chinesische Liebeslieder per a contralt, arpa i orquestra de corda a partir de traduccions de Klabund - Furioso für grosses Orchester (1947 UA in Darmstadt) - 1946 Bühnenmusiken zu Giraudoux’ Irre von Chaillot i al Festival de Basilea La Nova Terra de Albert Ehrismann - 1947 Suite über 6 schweizerische Volkslieder per a orquestra - 1948 Musique per a contralt i orquestra Charles Baudelaire i Paul Verlaine - 1949 Sinfonie Nr. 1 Chinesisches Lied, escena dramàtica per a contralt, tenor i piano - 1950 Streitlied zwischen Leben und Tod, Cantata per a solistes, cor i orquestra - 1951 Sonate für Klavier - 1952 Leonore 40/45, Òpera semi seria, Llibret d'Heinrich Strobel (UA a l'Òpera de Basilea) - 1954 - Penelope, Òpera semi seria, Llibret de Heinrich Strobel (estrena al Festival de Salzburg) - Concerto for Jazzband and Symphony Orchestra (UA a Donaueschingen) - 1955 Die Schule der Frauen, Opera buffa, llibret de Heinrich Strobel després de Molière (UA Louisville/Kentucky USA, estrena europea el 1957 al Festival de Salzburg) - 1958 Geigy Festival Concerto per a bateria i orquestra de Basilea | - 1959 Capriccio per a soprano, violí i orquestra - 1964 Concert des Echanges per a màquines (encarregat per l'Exposició Nacional Suïssa de 1964 a Lausana) - 1966 Musique pour Clavecin - 1981 Essai 81 per a violoncel i piano - 1983 Liaison per a violoncel, piano i Orquestra - 1984 Ferdinand, Paràbola per a narrador i instruments - 1987 La Forêt, Òpera, llibret d'Helene Vida després d'Alexander Ostrovsky (UA a Genf) - 1988 Herings-Quintett; Cosmopolitan Greetings, projecte multimèdia en col·laboració amb Allen Ginsberg, George Gruntz i Robert Wilson Director, (UA Hamburgische Staatsoper, de Kampnagel) - 1989 Medea-Monolog, Cantata per a soprano, cor de dones i gran orquestra, basada en un poema d'Ursula Haas (UA 1990 Philharmonisches Staatsorchester Hamburg) - 1990 3x1=CH+X, Treball per encàrrec per al 700 aniversari de la Confederació Suïssa - 1992 Freispruch für Medea, Òpera, Llibret d'Ursula Haas (UA 1995 Hamburgische Staatsoper) - 1994 Enigma per a grans orquestres (UA 1995 Philharmonisches Staatsorchester Hamburg) - 1994/95 Concerto für Violine und Orchester - 1995 Klavierkonzert (Treball per encàrrec de NDR) - 1996 Die Schlesischen Weber (Heinrich Heine) per a cor de cambra i quintet de piano - 1997 Variationen über ein Appenzeller Thema per a cinc instruments - 1998 Mouvance per a nou percussionistes i piano |

## Publicacions de llibres
- 1976 Actes et entr'actes

1. 1977 en traducció alemanya sota el títol Anys de l'òpera

- 1980 En passant par Paris. Òperes

1. 1981 en traducció alemanya sota el títol I tothom espera una festa

## Pel·lícules
- 1965 (juntament amb Richard Leacock) Géza Anda – pianista, director d'orquestra, professor. Un informe de treball. (Suïssa 1965)
- 1965 (juntament amb Richard Leacock) Igor Stravinsky - Retrat d'un compositor
- 1966 (juntament amb Richard Leacock) Paul Burkhard - Un retrat.

## Premis
- Premi Conrad Ferdinand Meyer (1949)[7]
- Medalla per a l'Art i la Ciència de la Ciutat Lliure i Hanseàtica d'Hamburg (1970)
- Anell de Hans Reinhart (1971)
- Orde al Mèrit de la República Federal Alemanya (1974)
- Gran Creu Federal del Mèrit amb Estrella (1986)
- Conservador honorari del pany (1987)
- Doctor honoris causa per la Universitat de Berna
- Doctor honoris causa per la Universitat de Spokane (EUA) (1957)
- Premi de música la ciutat de Zuric (1957)
- Premi de la Societat Filharmònica de Bremen (1958)
- Premi Mozart de la Ciutat de Bremen
- Premi Conrad Ferdinand Meyer (1947)
- Comanador de l'Orde de les Arts i les Lletres
- Comanador de l'Ordre de la Legió d'Honor (Legió d'Honor de la República de França, 1974)
- Premi Nom de la Fundació Körber d'Hamburg
- Membre extraordinari de l'Acadèmia de les Arts de Berlín
- Premi Lorenzo el Magnífic (1991)
- Full de plata de la Unió de dramaturgs (1969)
- Premi Cultural Hermann Voss (1985)

## Estudi Rolf Liebermann
L'estudi Rolf Liebermann de la North German Broadcasting Corporation va rebre el seu nom en honor a l'antic cap del departament de música de l'NDR.

## Pel·lícula documental
- Mürra Zabel – Rolf Liebermann – Musiker, 2010.[8][9]